# Gaywood River
Der Gaywood River (englisch; auch River Gay oder River Gaywood, in King’s Lynn auch Fisher Fleet) ist ein Nebenfluss des Great Ouse im Westen von Norfolk. Seine Quelle liegt 11 Meter über dem Meeresspiegel nordwestlich des Ortes Gayton. Der Flusslauf windet sich über 10,8 Kilometer (6,7 Meilen) bis zu seiner Mündung in King’s Lynn. In jüngster Zeit wurden Teile des Flusslaufs erfolgreich renaturiert. So siedelten sich dort die Ostschermaus und der Otter wieder an. Zudem nahm die Forellenpopulation wieder zu. Nördlich des Ortes Bawsey unterquert der Fluss eine stillgelegte Bahnstrecke. Im weiteren Verlauf unterquert er die Fernstraße A149. Am unteren Flusslauf auf dem Stadtgebiet von King’s Lynn wurden zahlreiche Hochwasserschutzbauten errichtet.

## Kettle Watermill
Die am Gaywood River erbaute Wassermühle Kettle Watermill befand sich am oberen Ende der Kettlewell Lane und war auch unter dem Namen  King’s Lynn Kettle Watermill bekannt. Nach der ersten urkundlichen Erwähnung diente sie als Unterkunft für Leprakranke. Als Mühle etwa zur Produktion von Mehl oder ähnlichen Produkten wurde die Kettle Watermill jedoch nie genutzt. Ihren Namen erhielt die Mühle, da sie im 15. Jahrhundert, von den Pferden angetrieben, der Wassergewinnung in kesselähnlichen Gefäßen (englisch kettle) diente. So wurde King’s Lynn über verschiedene Rohrleitungen mit Frischwasser versorgt. Dieses von Peter Morrys entwickelte System kam unter anderem auch in Kingston upon Hull und London zum Einsatz. Das Leitungssystem galt jedoch wegen der oft auftretenden Lecks als unwirtschaftlich. Die Kettle Watermill wurde eine Zeit lang als Elektrizitätswerk genutzt, bevor sie schließlich abgerissen wurde, um Platz für Bürogebäude zu schaffen.

## Weblinks

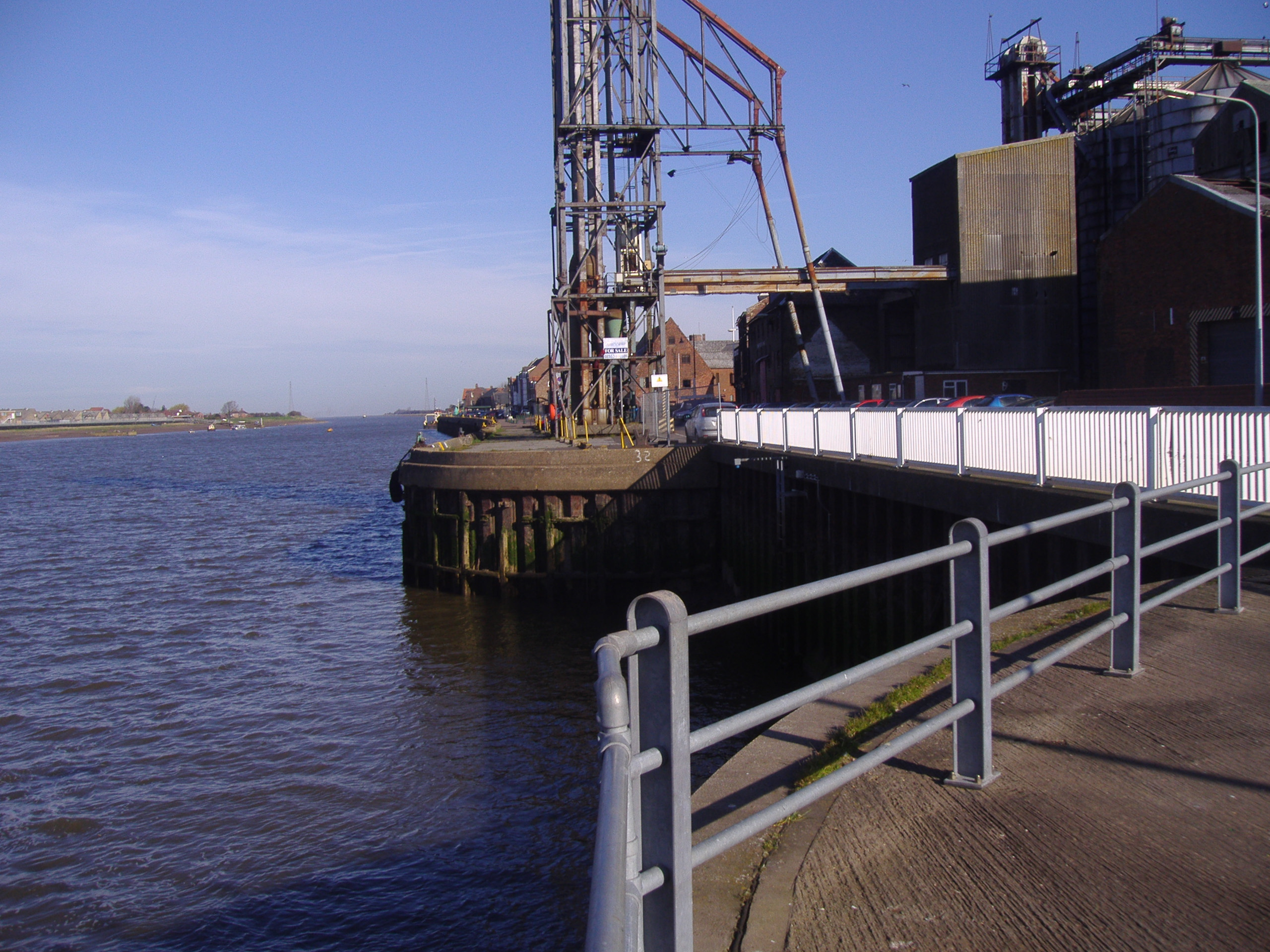
Mündung in den Great Ouse